# Vital de Lestang

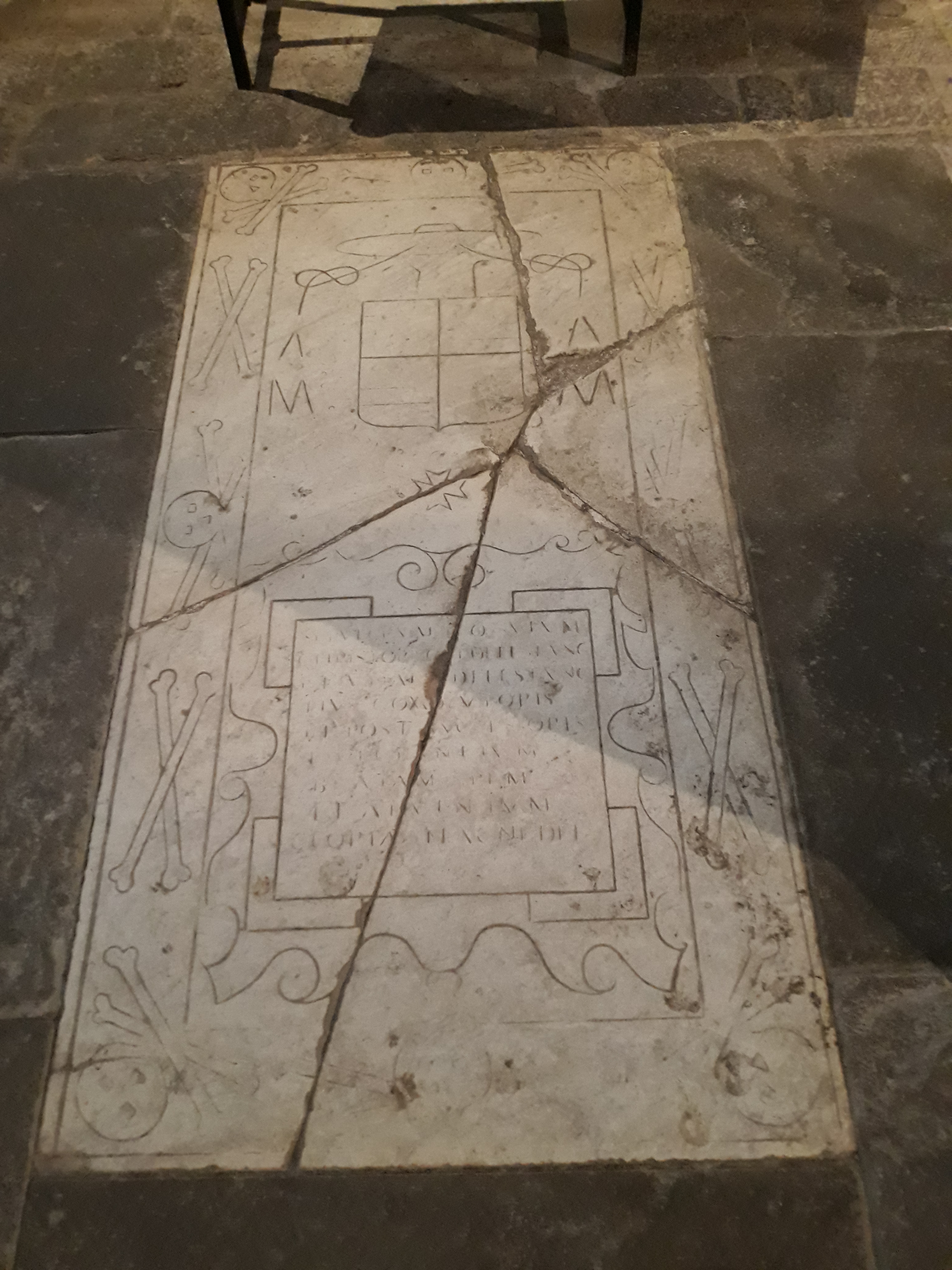
Sépulture de Vital de Lestang et son oncle Christophe au basilique Saint-Nazaire à Carcassonne.

Vital de Lestang, parfois Vitalis de Lestang, né le 23 avril 1588 au Malzieu (Gévaudan) et mort le 30 septembre 1652 au château de Villalier (Aude) était un ecclésiastique français. Il fut évêque de Carcassonne de 1621 à sa mort, succédant à son oncle Christophe de Lestang.

## Biographie
La famille de Lestang est originaire du Limousin, cependant un frère de l'évêque Christophe de Lestang, Léonard s'était fixé dans le diocèse de Mende, aussi connu sous le nom de Gévaudan. C'est là que naquit, de son épouse Anne Descorières au Malzieu, Vital en 1588.
Vital de Lestang fait cependant valoir ses origines limousines pour entrer comme boursier au collège de jésuites Saint-Martial de Toulouse en juillet 1607 ou il complète ses humanités et commence à étudier la philosophe. Il se rend ensuite à Paris et obtient son baccalauréat en  théologie en 1612. Il est sous diacre à Paris en février 1612 et ordonné prêtre en décembre de la même année. Désigné comme coadjuteur de son oncle à l'évêché de Carcassonne dès 1611, il est nommé le 5 octobre 1613 et le pape le fait évêque in partibus d'Éphèse (de) le 9 février 1615 et il est consacré comme tel le 24 février à Rome par le cardinal Giovanni Delfino. Il succède à son oncle le 16 août 1621, sur le siège épiscopal de Carcassonne
À la différence de certains de ses contemporains, il réside dans son diocèse le temps de son épiscopat. Il fait installer des orgues nouveaux dans la cathédrale Saint-Michel. La partie centrale de l'orgue actuel date de cette époque.
Il œuvre également dans son diocèse de naissance. Ainsi il fonde la confrérie des pénitents blancs de la chapelle de la Madeleine du Malzieu. Il fait également fortifier le château de la Loubière entre la vallée du Valdonez et Bagnols-les-Bains en 1623. Il meurt en 1652, et est enterré dans le caveau de son oncle, au sein de la cathédrale devenue aujourd'hui la basilique Saint-Nazaire.

## Sources et références
1. ↑  (en) Joseph Bergin The Making of French Episcopate (1589-1661) Yale University Press 1996  (ISBN 978-0300067514) p. 657